# Masakra w Tykocinie
Masakra w Tykocinie – masowy mord żydowskich mieszkańców Tykocina w okupowanej Polsce podczas II wojny światowej w dniach 25–26 sierpnia 1941 roku (według żydowskiego kalendarza pierwszego dnia miesiąca elul), wkrótce po ataku Niemiec na Związek Radziecki.

## Okoliczności pogromu
Miasto Tykocin zostało podbite przez III Rzeszę podczas radzieckiej i niemieckiej inwazji na Polskę na podstawie Paktu Ribbentrop – Mołotow. Pod koniec września 1939 r. teren Tykocina został przekazany przez Niemców Związkowi Radzieckiemu zgodnie z Traktatem o granicach i przyjaźni.
Armia Czerwona najechała 52,1% terytorium międzywojennej Polski (ponad 13 700 000 mieszkańców). W strefie okupacyjnej Sowietów znalazło się także 336 000 nowych uchodźców, którzy uciekli z ziem polskich przejmowanych przez Niemców, z których większość stanowili polscy Żydzi (około 198 000 osób). Rosnący terroryzm w regionie, sowiecka tajna policja (NKWD) towarzysząca Armii Czerwonej wymordowała polskich jeńców wojennych, i w ciągu mniej niż dwóch lat deportowała do Syberii do 1,5 miliona etnicznych Polaków. Dwadzieścia jeden miesięcy po inwazji sowieckiej na Polskę podczas niemieckiej Atak Niemiec na ZSRR w czerwcu 1941 r., miasto zostało ponownie zaatakowane, tym razem przez Wehrmacht i Einsatzgruppen. Niemcy ustanowili Jana Fibicha burmistrzem, był on mieszkającym na tych terenach Niemcem. Fibich wspomagany przez Edmunda Wiśniewskiego przygotował listę Żydów współpracujących z radzieckim NKWD, która obejmowała niemal całą młodzież żydowską.

### Egzekucje
Po przyjeździe Niemcy zachęcali miejscowych Polaków z Tykocina i okolicznych wsi do kradzieży majątków żydowskich, które później nakazano im zwrócić do ich tak zwanych „właściwych właścicieli” (powszechna taktyka stosowana przez nazistów do prześladowania Żydów), za przewidziane przez Niemców korzyści. Rankiem 25 sierpnia 1941 r. – zgodnie ze świadectwem Abrahama Kapicy – jak wyjaśniono także żydowskimi i polskimi pomnikami na obrzeżach miasta, Niemcy z 306. i 309. policyjnego batalionu nakazali wszystkim tykocińskim Żydom zebrać się na rynku (prawie 3000 ludzi), aby zostali oni „przesiedleni” do getta w Czerwonym Borze. Wkrótce wzięto z placu około 1400-1700 osób do miejsca kaźni w okolicach lasu w Łopuchowie. Mężczyźni przemaszerowali pieszo, a kobiety z dziećmi przewieziono do szkoły w pobliskich Zawadach, po czym kolejno byli przewożeni do lasu. Maszerującym kazano uformować kolumnę czwórkową, za pochodem długości ponad kilometra szła lokalna orkiestra klezmerów. Niemcy kazali klezmerom grać hatikvę. Niektórzy miejscowi Żydzi zdołali się ukryć, pomimo tego nieliczni (siedemnaście osób) przeżyli. Więźniowie, w tym kobiety, dzieci i osoby w podeszłym wieku zostali strąceni etapami do grobów przez oddział SS Einsatzkommando, pod dowództwem SS-Obersturmführera Hermanna Schapera. Egzekucja trwała dwa dni. Masowe egzekucje polskich Żydów przez Schapera miały miejsce w tym samym czasie w wielu wsiach i okolicach Białegostoku, w tym w Radziłłowie, Jedwabnem, Łomży, Rutkach, Wiznie, Piątnicy i Zambrowie. Został postawiony przed sądem kilka dziesięcioleci później przez władze niemieckie, ale udało mu się zmylić interrogatorów podczas jego pierwotnego procesu w Ludwigsburgu.

## Po pogromie
W trzy lata po zagładzie tykocińskich Żydów Niemcy do obozów koncentracyjnych wywieźli też większość polskich mieszkańców Tykocina. Całe centrum miasteczka, które było zamieszkane przez Żydów, zostało całkowicie zniszczone. Drewno i cegły z domów żydowskich były sprzedawane przez żandarmów. Po rzezi Żydów w Tykocinie w dniach 25 i 26 sierpnia 1941 r. Niemcy przystąpili do likwidacji żydowskiego majątku; Wielka Synagoga została zamieniona na magazyn. Tam przywieziono całą pościel z żydowskich domów i inne miękkie rzeczy domowe. Lepsze meble żandarmi i inni, cywilni urzędnicy zabrali dla siebie. Pozostałe rzeczy sprzedali na licytacji. W określonym dniu zebrało się wielu chłopów z okolicy na rynku i za drobne sumy odkupywali całe żydowskie mienie, które było ukryte w żydowskich domach. Stary żydowski cmentarz został szybko zbezczeszczony, zamieniono go w pastwisko, od czasu do czasu służył jako plac egzekucji przypadkowo złapanych Żydów, a także ofiar polskiej narodowości.

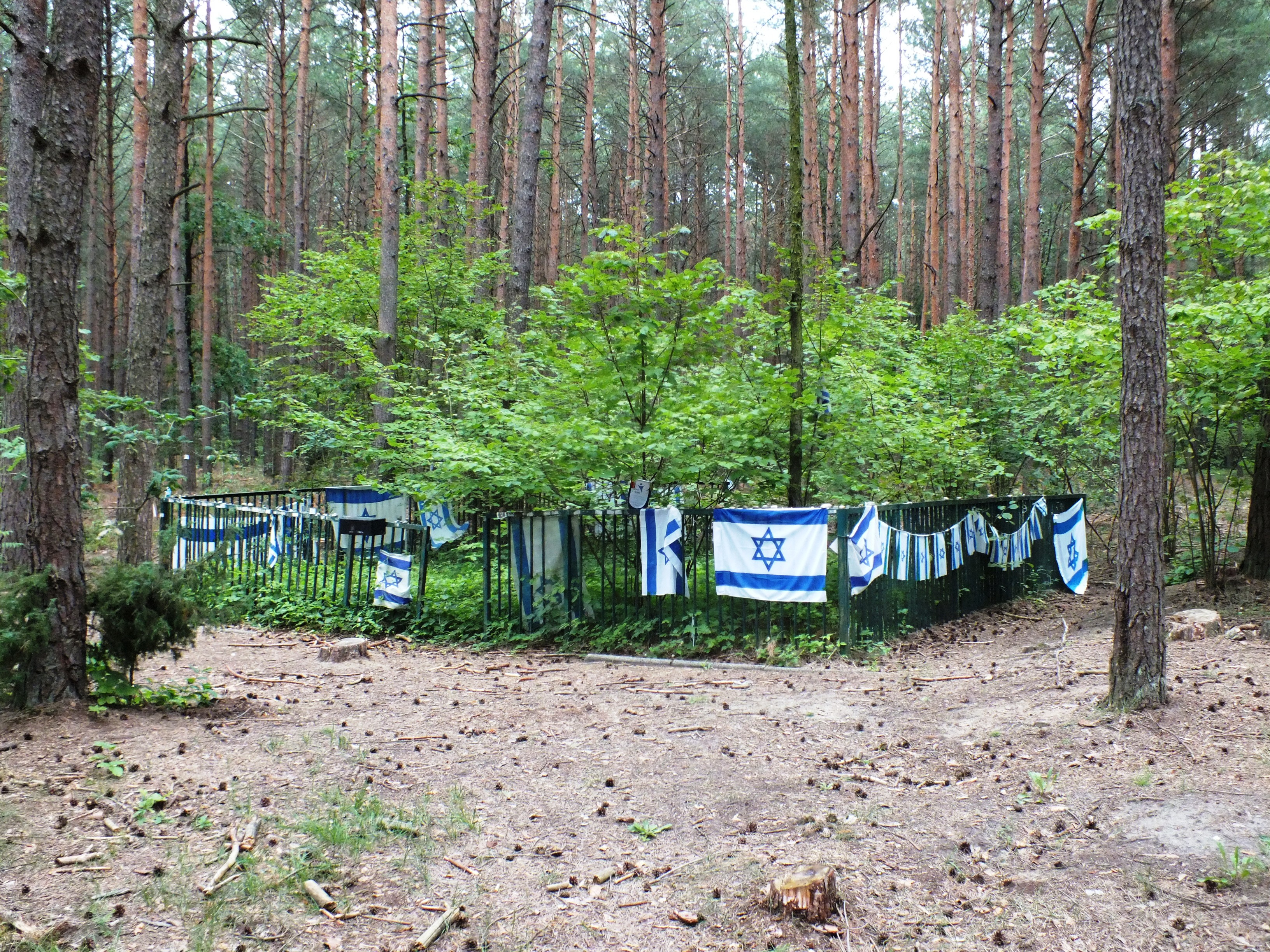
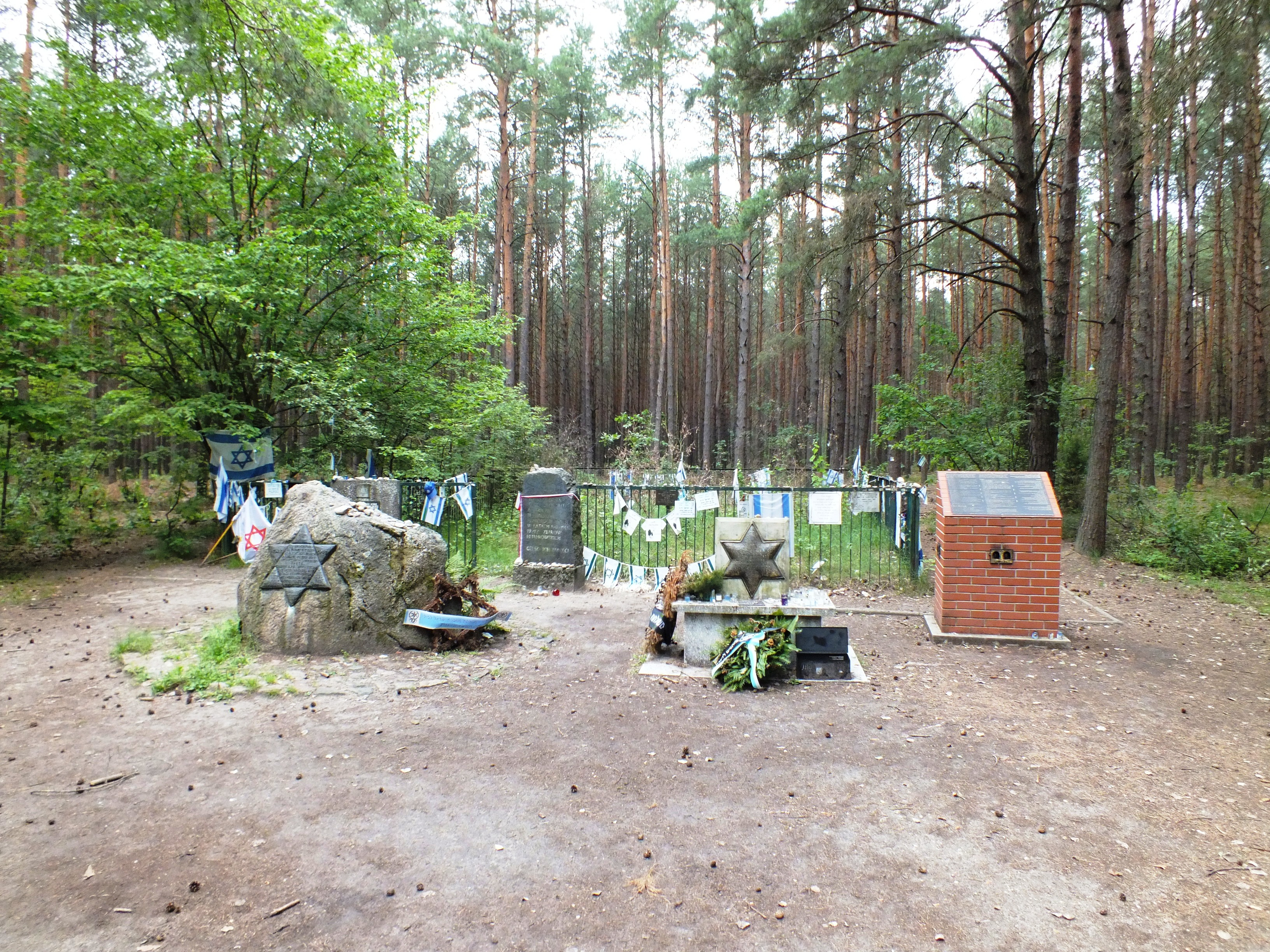
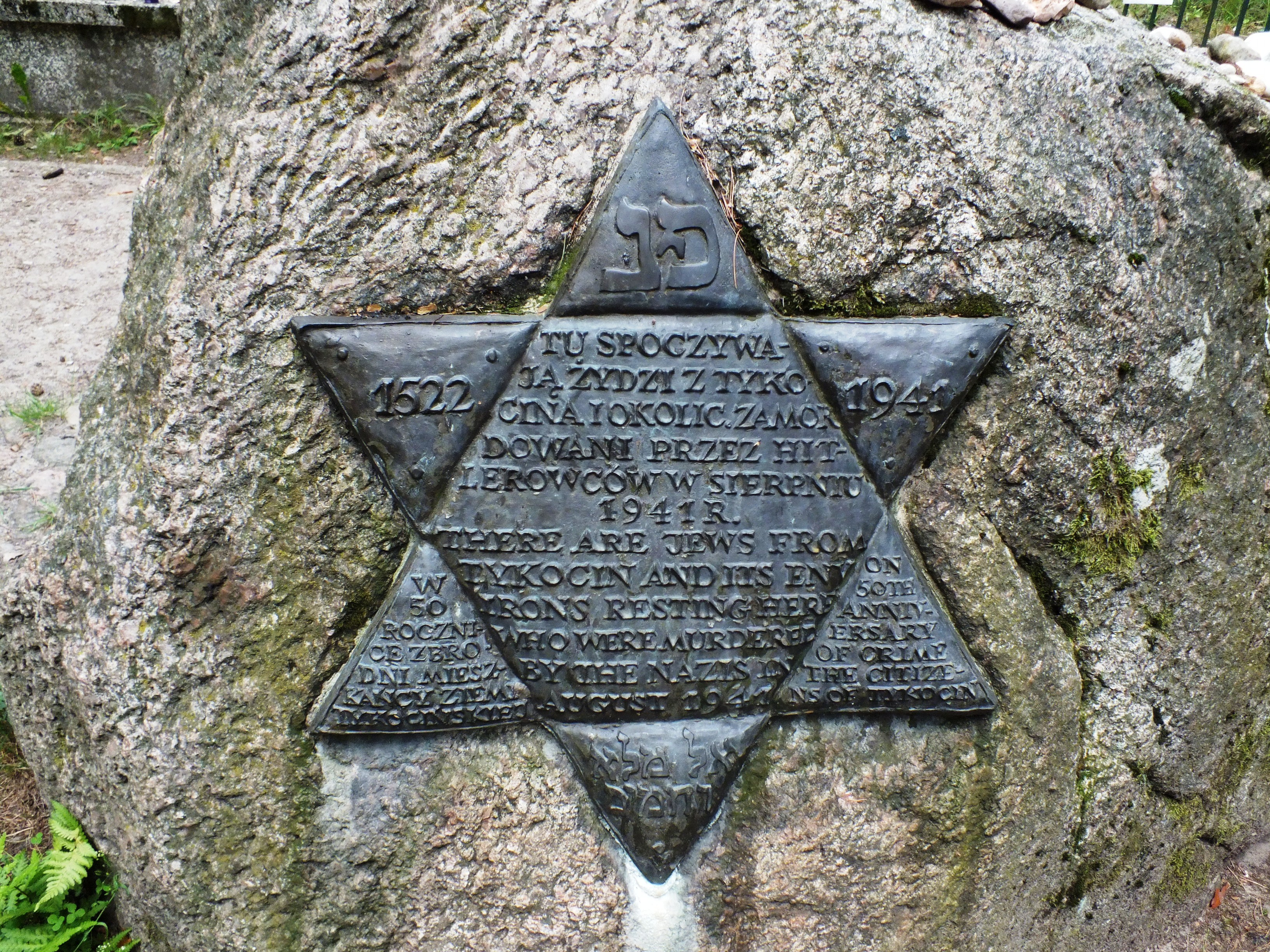
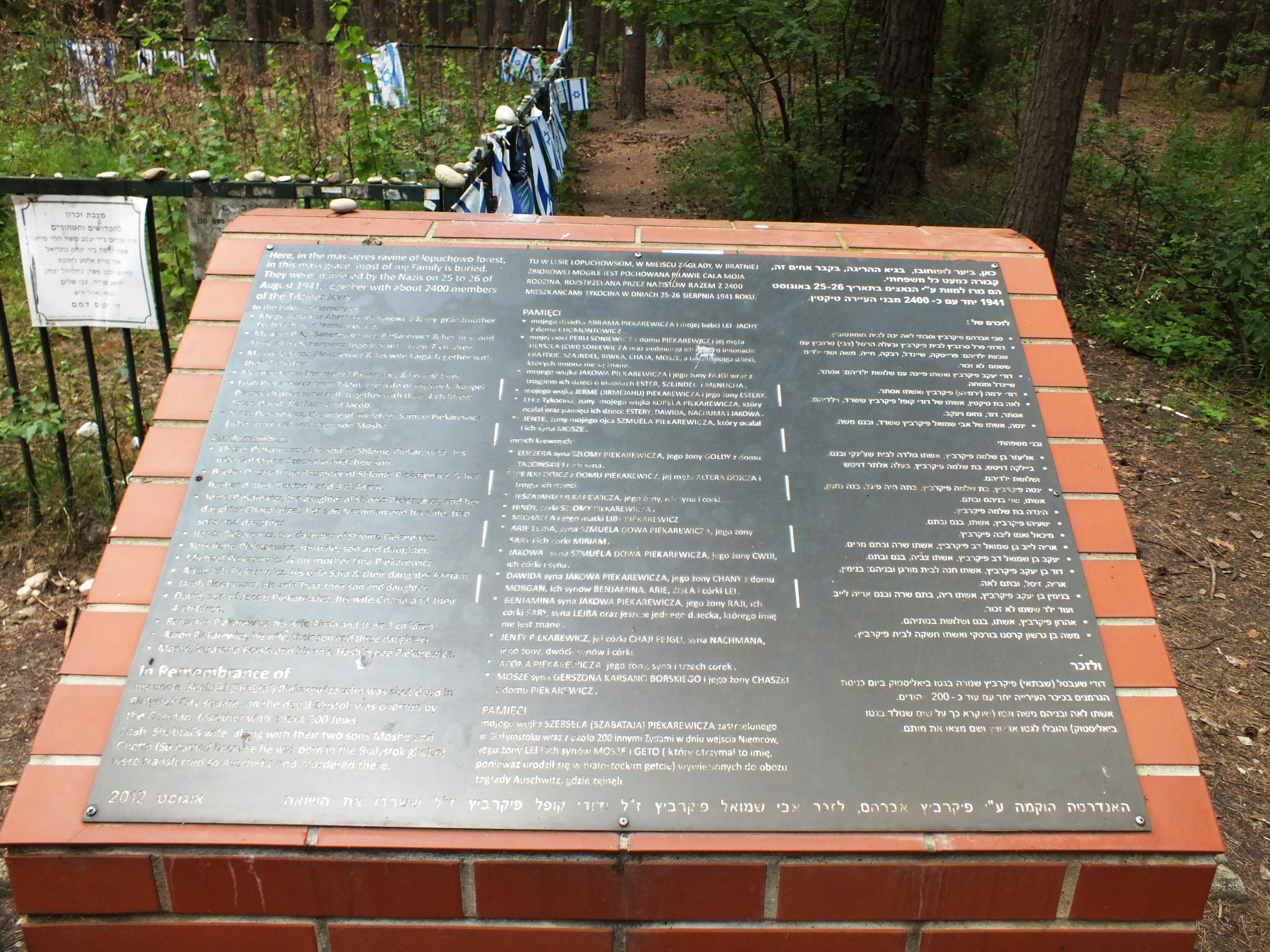
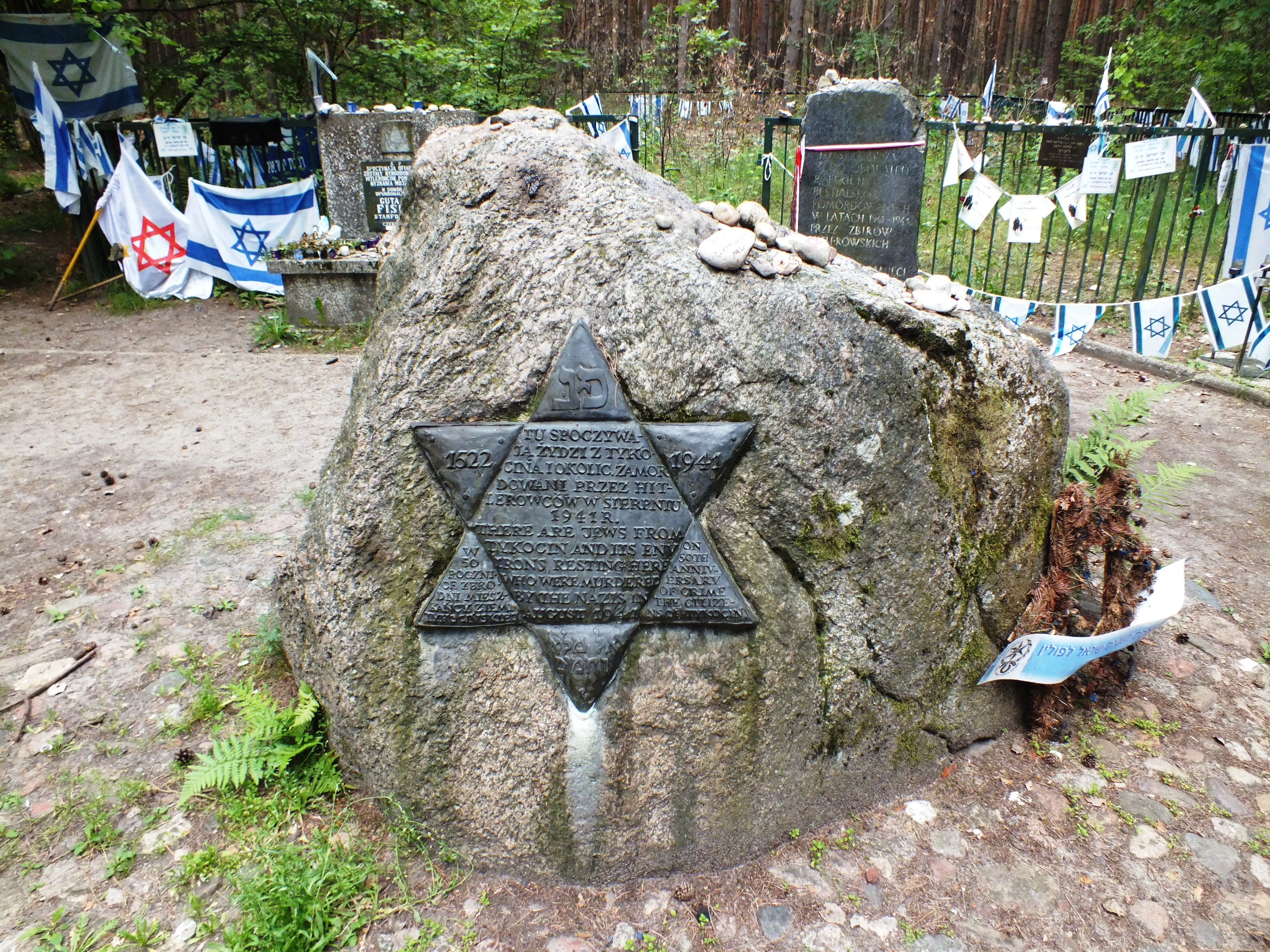
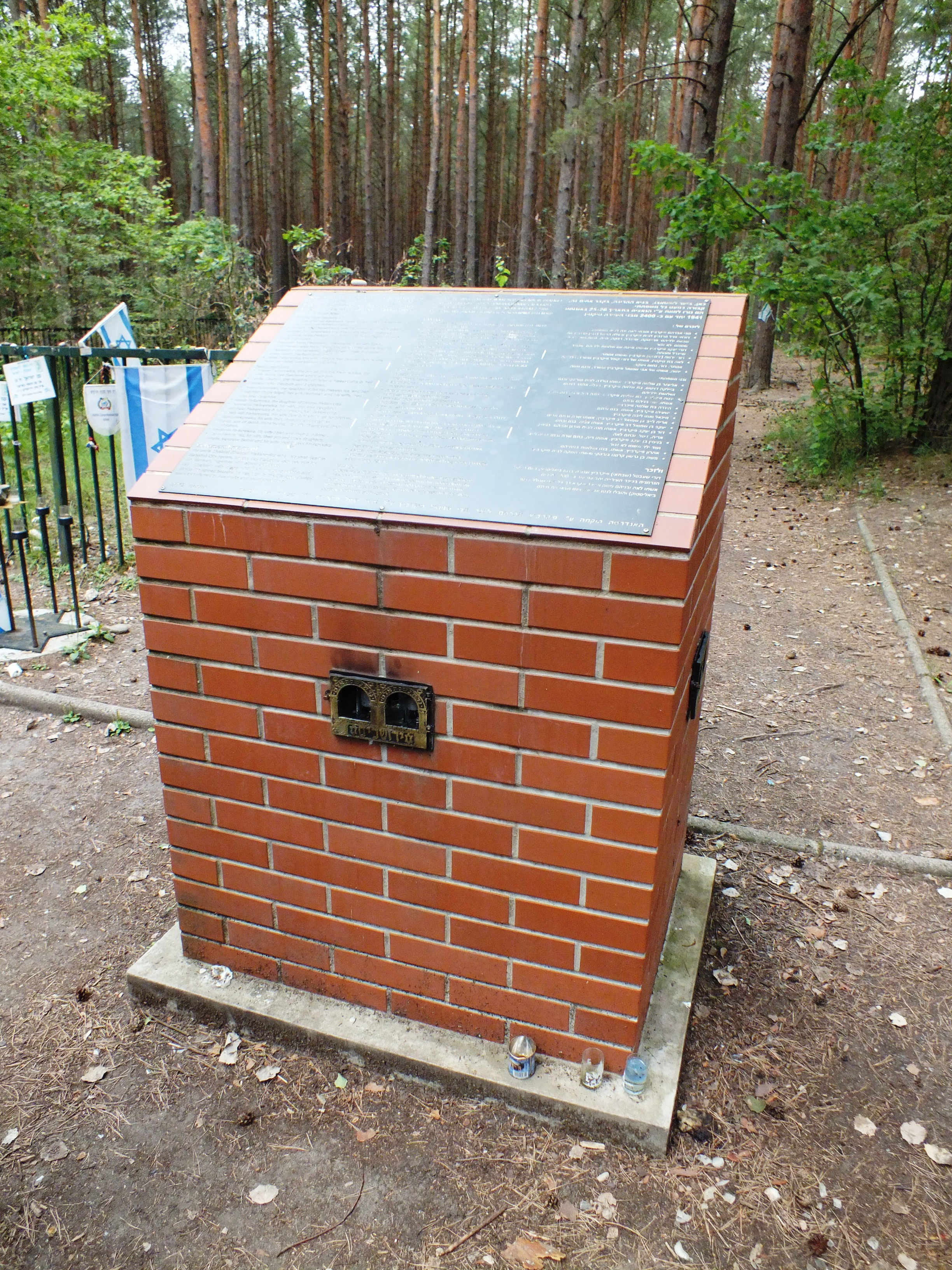
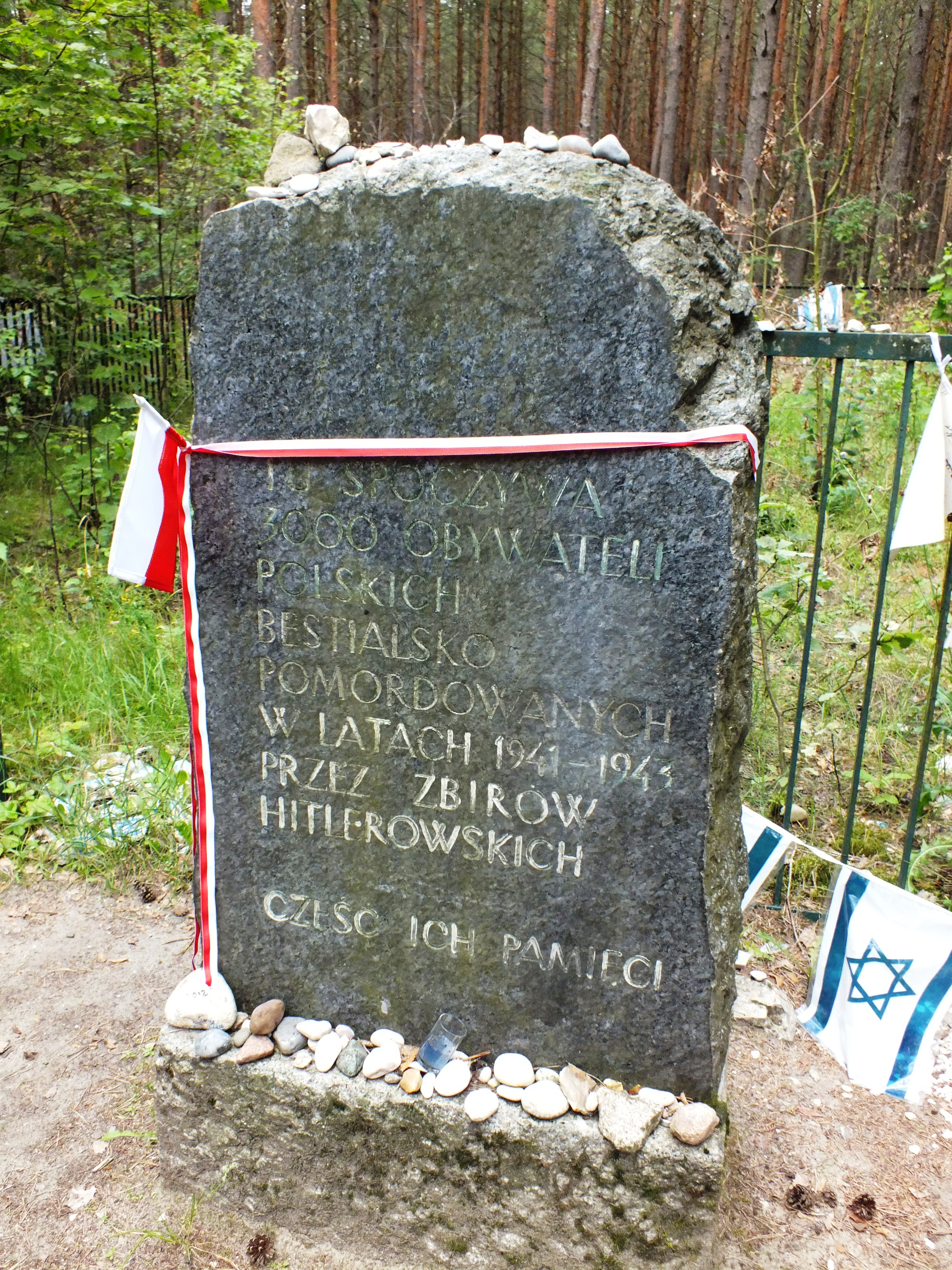
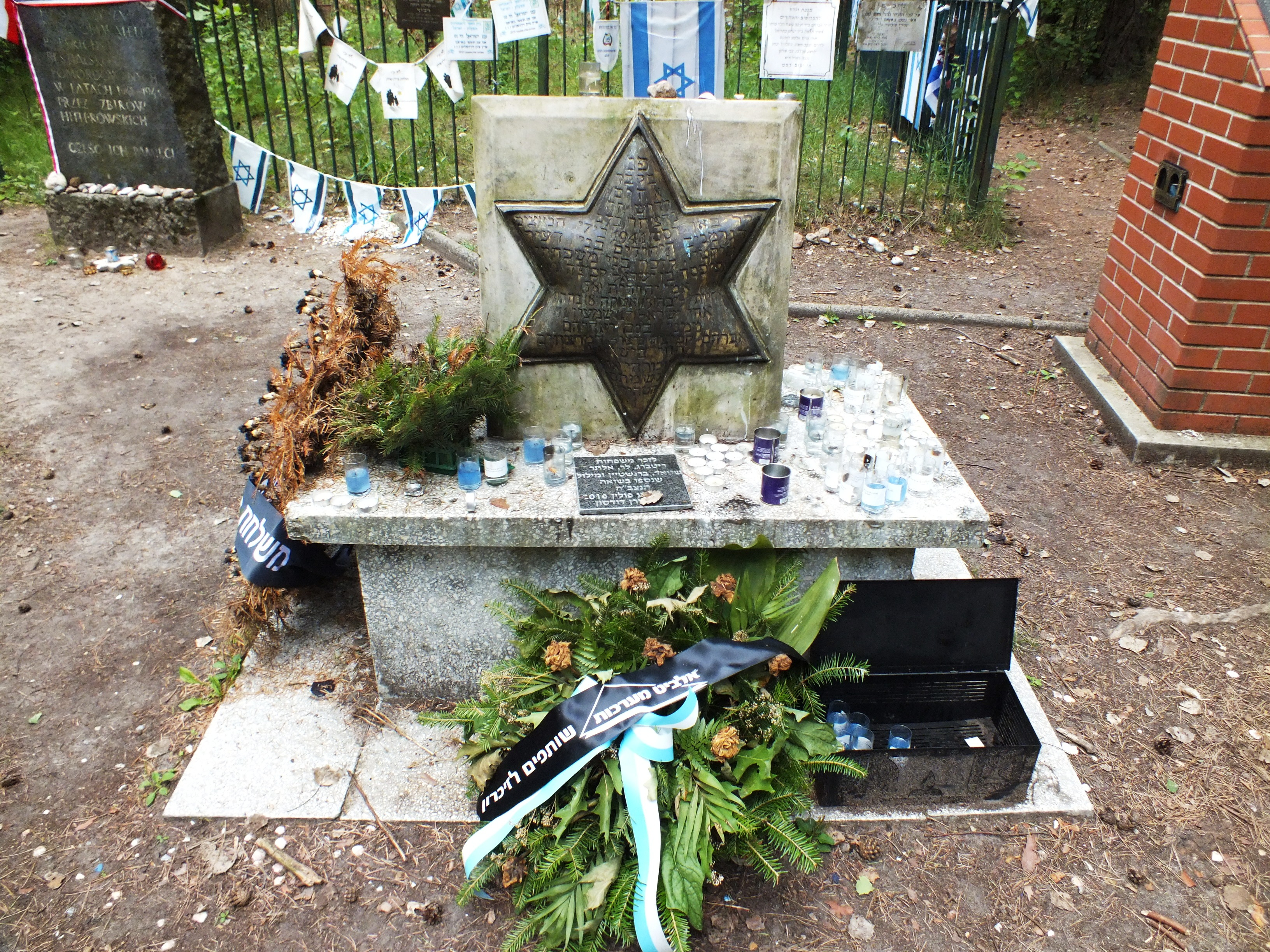
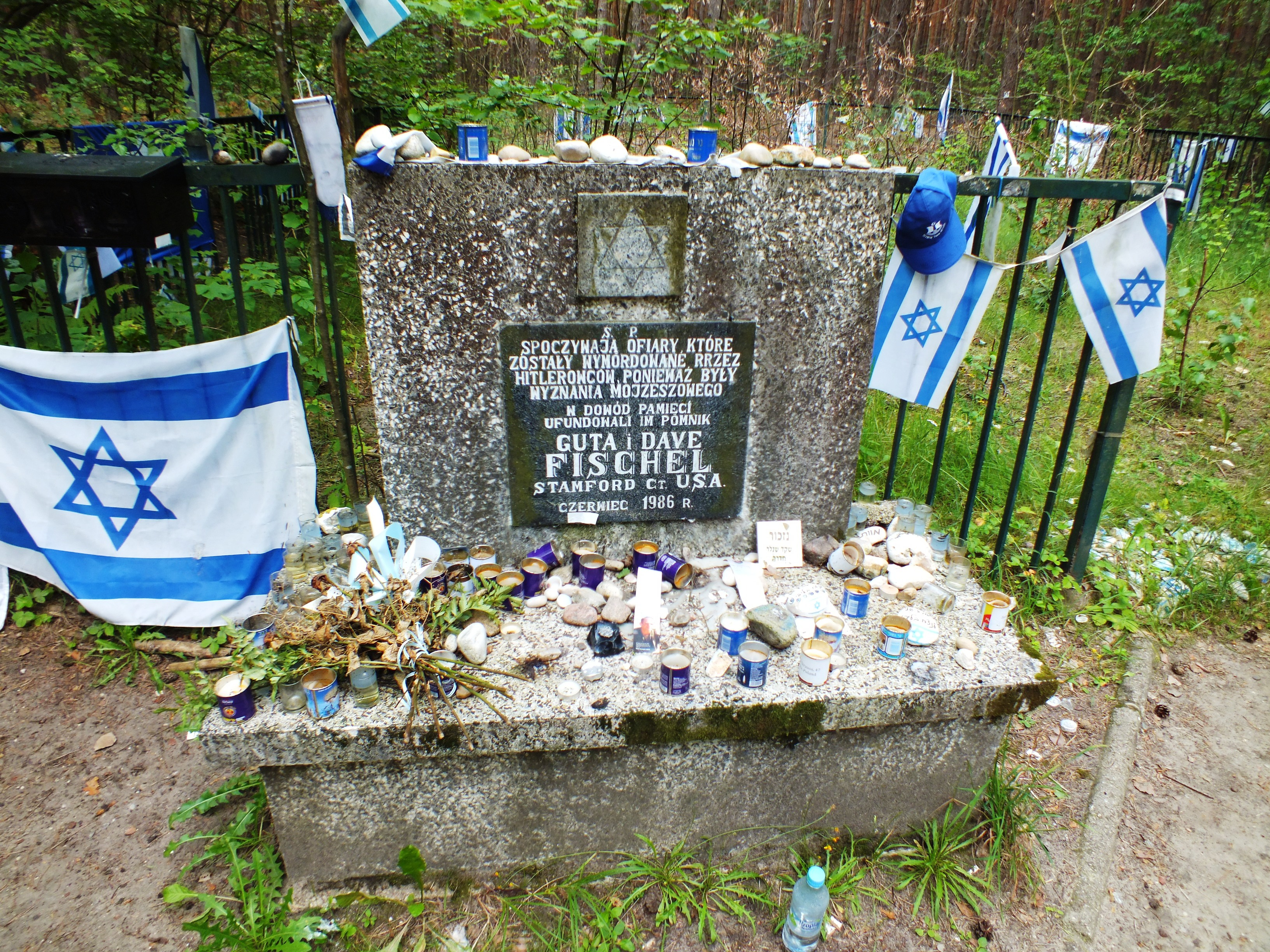